# The Best of Scorpions
The Best of Scorpions es un álbum recopilatorio de la banda alemana de hard rock y heavy metal Scorpions, publicado en 1979 por RCA Records. Tras un desacuerdo con el sello luego del lanzamiento del disco en vivo Tokyo Tapes (1978), la banda decidió prescindir de su contrato y firmó con otras compañías para continuar con su carrera. Lovedrive (1979), el primer álbum publicado por Mercury y Harvest/EMI, marcó un importante avance comercial en los Estados Unidos, por lo que, a modo de sacar ventaja de este éxito, RCA decidió publicar el primer recopilatorio de la banda.
El material se compone de once canciones tomadas de los álbumes Fly to the Rainbow (1974), In Trance (1975), Virgin Killer (1976) y Taken by Force (1977). Una vez que salió a la venta, recibió reseñas favorables por parte de la prensa especializada, que destacó los temas seleccionados y el oportunismo de RCA. Desde el punto de vista comercial, obtuvo una escasa repercusión en los mercados, pues solo alcanzó el puesto 180 en la lista estadounidense Billboard 200.

## Antecedentes
Tras una restructuración en 1973, Scorpions firmó un contrato de cinco álbumes de estudio con la compañía RCA Records. Entre 1974 y 1977, salieron a la venta cuatro de ellos, que tuvieron una repercusión positiva en Japón; por ejemplo, In Trance fue la producción más vendida del sello en 1975, mientras que Virgin Killer (1976) y Taken by Force (1977) recibieron la certificación de disco de oro por parte de la Recording Industry Association of Japan (RIAJ). Su creciente popularidad los llevó a realizar una serie de presentaciones en vivo en ese país a finales de abril de 1978, en el marco de la gira promocional Taken by Force Tour. Dos de los tres espectáculos realizados en el salón de conciertos del hotel Nakano Sun Plaza de Tokio fueron grabados para el posterior álbum en vivo Tokyo Tapes, publicado el 15 de agosto de 1978.
A pesar de su éxito en Japón, la relación entre la banda y RCA estaba en un punto de no retorno, pues los músicos estimaban que no recibían el apoyo suficiente para ingresar en el mercado norteamericano, por lo que decidieron prescindir de su contrato con el sello. En consecuencia, firmaron con Mercury para los Estados Unidos y Harvest/EMI para Europa, aunque renovaron con RCA únicamente para Japón y Australia. Con estos nuevos acuerdos, el 25 de febrero de 1979 salió al mercado Lovedrive, su sexto álbum de estudio.

## Lanzamiento y reediciones
The Best of Scorpions salió a la venta el 17 de noviembre de 1979 y se compone de once canciones extraídas de los cuatro álbumes de estudio editados por RCA: «Speedy's Coming», de Fly to the Rainbow (1974); «In Trance», «Dark Lady» y «Robot Man», de In Trance (1975), «Virgin Killer», «Pictured Life», «Backstage Queen» y «Hell Cat», de Virgin Killer (1976); y «Steamrock Fever», «He's a Woman She's a Man» y «The Sails of Charon», de Taken by Force (1977). De acuerdo con el crítico Martin Popoff, RCA aprovechó el éxito comercial que estaba teniendo Scorpions en los Estados Unidos, pues su lanzamiento coincidió con la etapa final del Lovedrive Tour, que había contribuido a que Lovedrive entrara en las listas musicales de ese país. Sin embargo, el recopilatorio recibió una escasa atención en los mercados, ya que el 24 de noviembre alcanzó la posición 180 en la lista Billboard 200 y permaneció en ese recuento solo por cuatro semanas. Años más tarde, en 1991, se ubicó en el cuadragésimo puesto en el Top 40 Album de Hungría.
Como era habitual en la carrera de la banda mientras formaba parte de RCA, el álbum contó con diferentes portadas según el mercado. La original, publicada en la mayoría de los países, incluía una fotografía del costado derecho de una mujer desnuda con un escorpión en el muslo derecho. La versión editada en Japón, considerada por Popoff como «mucho más atrevida», mostraba el trasero de una mujer con un medallón plateado entre las nalgas que contenía un escorpión dentro. En 1984, cuando se relanzó en los Estados Unidos en formato de disco compacto y casete, la carátula fue cambiada por una fotografía de un hombre con el torso desnudo vistiendo una chaqueta de cuero y portando un collar de un escorpión.

## Comentarios de la crítica
The Best of Scorpions recibió reseñas favorables por parte de los críticos, quienes destacaron principalmente el interés de RCA de aprovechar el éxito comercial que la banda estaba recibiendo en ese momento con su nueva casa discográfica. Malcolm Dome, de Record Mirror, hizo un hincapié en ese sentido y afirmó que RCA ha «decidido alimentar su "computadora de compilaciones" con información sobre los cuatro álbumes de estudio de la banda bajo su control, programándola para producir un generador de dinero garantizado». No obstante, consideró que la lista de canciones era «desigual», debido a que solo una de Fly to the Rainbow (1974) —«Speedy's Coming»— se había añadido al material. Un redactor de la revista Billboard lo describió como una «mezcla pirotécnica de hard rock y heavy metal», que «puede sonar un poco anticuada para oídos sofisticados». Como mejores canciones, citó a «Virgin Killer», «Steamrock Fever» y «Backstage Queen».
Con una calificación de cuatro estrellas y media de cinco, Barry Weber, del sitio web AllMusic, compartió el comentario de Dome sobre el oportunismo de RCA, pero aseguró que la música era «bastante agradable» y que «de ninguna manera» el álbum era solo para los fanáticos «acérrimos» de la banda. De todos los recopilatorios editados por RCA durante la década de los ochenta, Weber sostuvo que el «Best of original sigue siendo la compra más inteligente». El crítico Martin Popoff lo consideró un «muy buen disco» por presentar «esencialmente las canciones más llamativas, más pesadas y más accesibles de los años con RCA». El escritor Mike Callahan, en su libro Both Sides Now: The Story of Stereo Rock and Roll Presents Oldies on CD (1994), lo calificó con una «C» y mencionó que posee un «sonido sordo con algo de silbido».

## Lista de canciones
| N.º | Título                     | Escritor(es)              | Duración |  |
| 1.  | «Steamrock Fever»          | Schenker, Meine           | 3:35     |  |
| 2.  | «Pictured Life»            | Schenker, Meine, Roth     | 3:21     |  |
| 3.  | «Robot Man»                | Schenker, Meine           | 2:42     |  |
| 4.  | «Backstage Queen»          | Schenker, Meine           | 3:30     |  |
| 5.  | «Speedy's Coming»          | Schenker, Meine           | 3:32     |  |
| 6.  | «Hell Cat»                 | Roth                      | 2:54     |  |
| 7.  | «He's a Woman She's a Man» | Schenker, Meine, Rarebell | 3:14     |  |
| 8.  | «In Trance»                | Schenker, Meine           | 4:42     |  |
| 9.  | «Dark Lady»                | Roth                      | 3:25     |  |
| 10. | «The Sails of Charon»      | Roth                      | 4:24     |  |
| 11. | «Virgin Killer»            | Roth                      | 3:41     |  |

Fuente: Sitio web oficial de Scorpions.

## Posicionamiento en listas musicales
| País           | Lista (1979)  | Posición |
| -------------- | ------------- | -------- |
| Estados Unidos | Billboard 200 | 180      |
| País           | Lista (1991)  | Posición |
| Hungría        | Top 40 Album  | 40       |

## Créditos
| - Klaus Meine: voz - Rudolf Schenker: guitarra rítmica - Uli Jon Roth: guitarra líder, voz en «Dark Lady» y «Hell Cat» - Francis Buchholz: bajo - Herman Rarebell: batería (pistas 1,7,10) - Rudy Lenners: batería (pistas 2,3,4,6,8,9,11) - Jürgen Rosenthal: batería (pista 5) | - Dieter Dierks: producción - Scorpions: producción en «Speedy's Coming» |

Fuente: Contraportada de The Best of Scorpions.